# Memoria Vetusta III: Saturnian Poetry
Memoria Vetusta III: Saturnian Poetry er det ellevte studiealbum fra det franske black metal-band Blut aus Nord, udgivet i 2014. Det er det tredje i en række af albums udgivet under "Memoria Vetusta"-navnet (latin for "det gamle minde").

## Spor
1. "Prelude" – 1:22
2. "Paien" – 7:55
3. "Tellus Mater" – 6:20
4. "Forhist" – 8:56
5. "Henosis" – 7:28
6. "Metaphor of the Moon" – 8:12
7. "Clarissima Mundi Lumina" – 8:27